# Theristria rieki
Theristria rieki is een insect uit de familie van de Mantispidae, die tot de orde netvleugeligen (Neuroptera) behoort. 
Theristria rieki is voor het eerst wetenschappelijk beschreven door Lambkin in 1986.